# Јосип Шкрабл
Јосип Шкрабл (Хум на Сутли, 28. јануар 1903 — Цеље 6. јун 1973) бивши је југословенски репрезентативац у друмском бициклизму.
Био је члан Бициклистичког клуба Грађански из Загреба.
Учествоваио је на 9. Летњим олимпијским играма 1928. у Амстердаму у друмској бициклистичкој трци где је у појединачној трци (168 км) резултатом 5.46:14 освојио 53 место од 75 учесника. Екипа у којој су поред њега били Јосип Шолар (37), Стјепан Љубић (48) и Антун Банек (60) (за екипу бодована само три најбоља) заузела је 12 место од 15 екипа резултатом 16:47,53 часа. 